# Cecilia Smith (Aktivistin)
Cecilia Smith (* 24. März 1911 in Beaudesert, Queensland Australien; † 23. Dezember 1980 in Brisbane, Australien) war eine Aktivistin der australischen Aborigines.

## Leben und Werk
Smith war das zweite von fünf Kindern des Arbeiters William Hatton und seiner zweiten Frau Dolly, die beide Aborigines waren. Sie besuchte eine Schule in Beaudesert, wurde in der Church of England konfirmiert und arbeitete als Hausangestellte. Am 8. August 1932 heiratete sie in der Christ Church in Boonah den anglikanischen Landarbeiter Ernest Smith. Das Paar lebte in Dalby (Australien) und zog dann nach Toowoomba. 1943 zog Smith nach der Trennung mit ihren vier Kindern nach Fortitude Valley, Brisbane.
Sie half Menschen, die eine Unterkunft benötigten, besuchte Gefangene im Gefängnis und begrüßte sie nach ihrer Freilassung wieder in der Gemeinde. Nachdem ihre einzige Tochter Betty in den 1950er Jahren gestorben war, übernahm sie das Sorgerecht für zwei ihrer drei Kinder und kümmerte sich über einen längeren Zeitraum um mehrere andere Enkelkinder. Ab etwa 1960 lebte sie in Carina, wo sie Gemüse und Obst anbaute und Mahlzeiten für die Gemeinde kochte.
Smith trat dem Queensland Council for the Advancement of Aborigines and Torres Strait Islanders kurz nach seiner Gründung im Jahr 1958 bei. Sie war von 1972 bis 1975 Ehrensekretärin und Mitglied des Sozialausschusses, um unter anderem Geld für verschiedene Zwecke zu sammeln. Sie schrieb ab 1970 die Kolumne im monatlichen Newsletter, in der sie Fragen zu Landrechten, Löhnen und Wohnraum für Aborigines erörterte. Als Mitglied des Federal Council for the Advancement of Aborigines and Torres Strait Islanders (FCAATSI) nahm sie in den 1960er Jahren an Konferenzen in Canberra und 1972 in Alice Springs, Northern Territory, teil. 1974 war sie als Exekutivmitglied des Frauenrates der FCAATSI als Delegierte bei der Fourth national conference of Aboriginal and Islander women in Melbourne.
1967 setzte sie sich bei dem erfolgreichen Australischen Referendum energisch für ein „Ja“ ein, um die Commonwealth-Regierung zu ermächtigen, Gesetze über Angelegenheiten der Aborigines zu erlassen. In den 1970er Jahren gehörte sie der Zweigstelle Queensland der Union of Australian Women an und hielt die Organisation über Angelegenheiten der Aborigines auf dem Laufenden.
Nach einer Bauchoperation starb sie am 23. Dezember 1980 im Princess Alexandra Hospital in Brisbane an Nierenversagen.